# Каффарра, Карло
Карло Каффарра (итал. Carlo Caffarra;  1 июня 1938, Самбосето-ди-Буссето, королевство Италия — 6 сентября 2017, Болонья, Италия) — итальянский кардинал. Архиепископ Феррара-Комаккьо с 8 сентября 1995 по 16 декабря 2003. Архиепископ Болоньи с 16 декабря 2003 по 27 октября 2015. Кардинал-священник с титулом церкви Сан-Джованни-Баттиста-деи-Фиорентини с 24 марта 2006.

## Ранние годы и образование
Карло Каффарра родился 1 июня 1938 года, в Самбосето ди Буссето (провинция Парма), Эмилия-Романья. Сын Ампельо Каффарра и Марии Контини. У него три сестры.
Получил образование в епископской семинарии Фиденцы, Фиденца, в Папском Григорианском Университете, Рим (доктор канонического права), в Академии Альфонсианы, Рим (диплом специализации в моральном богословии).

## Священник и моралист
Карло Каффарра рукоположён в священника 2 июля 1961 года в церкви Святого Вигилия, Самбосето, Гульельмо Босетти — епископом Фиденцы. Он тогда же возвратился из Рима в свою епархию Фиденца в 1965 году, где он преподавал моральное богословие в семинариях Фиденцы и Пармы, а позднее, в Studio Teologico bolognese, в Католическом университете Милана, и на теологическом факультете Северной Италии, специализировался в моральной доктрине брака и биоэтики относительно человеческого потомства.
Преподавал в течение нескольких лет медицинскую этику на факультете медицины и хирургии католического университета Sacro Cuore в Риме. Был членом Международной Теологической Комиссии в 1974—1984 годах, а также занимал пост советника Конгрегации Доктрины Веры. Был председателем Папского Института «Giovanni Paolo II» по изучению брака и семьи в 1980 году и основал секцию того же самого института в США, Испании и Мексике, и Anthropotes, журнал института.

## Епископ
8 сентября 1995 года Каффарра был избран архиепископом Феррара-Комаккьо. Хиротонисан 21 октября 1995 года в соборе Фиденцы. Рукоположение совершил кардинал Джакомо Биффи — архиепископ Болоньи, которому помогали Джованни Баттиста Ре — титулярный архиепископ Весковьо, заместитель государственного Секретаря Святого Престола по общим делам и Карло Поджи — епископа Фиденци. 16 декабря 2003 года он был перемещен в архидиоцез Болоньи. Член организации Comunione e Liberazione.
Каффарра отмечен как противник контрацепции внутри Церкви и спорил, что презерватив проводит кампанию распространения СПИДа в незащищенном обществе, потому что средства защиты далеки от надежности. В 1988 году Нью-Йорк Таймс цитирует утверждение Каффарры в отношении использования презервативов, что, действия в согласии с моралью перевешивают любой потенциальный «физический вред». «Даже самый маленький моральный вред велик, чем любой физический вред. Я знаю, что это трудно для некоторых, чтобы принять, когда опасность велика, но Церковь здесь борется с моральной несправедливостью».

## Кардинал
Карло Каффара был возведён в кардиналы папой римским Бенедиктом XVI на консистории от 24 марта 2006 года, став кардиналом-священником с титулом церкви Сан-Джованни-Баттиста-деи-Фиорентини.
6 мая 2006 года папа римский Бенедикт XVI назначил его членом исполнительного комитета Папского Совета по делам Семьи.
В заметке, которую кардинал Каффарра опубликовал 14 февраля 2010 года, он писал, что «государственные чиновники, которые открыто поддерживают однополые браки не могут считать себя католиками». И своим основанием для принятия этого решения, он сказал: «Невозможно для католической веры и поддержку обсуждения равных прав гомосексуальных союзов с браком, чтобы сосуществовать в своей совестью — два противоречащих друг другу».
Участник Конклава 2013 года.
27 октября 2015 года Папа Франциск принял отставку кардинала Карло Каффарра, в связи с достижением предельного возраста, согласно Кодексу канонического права.
Скончался 6 сентября 2017 года.